# 1902 у кіно

## Фільми
- Подорож на Місяць

## Персоналії

### Народилися
- 2 січня — Радчук Федір Іванович, актор (пом. 1986).
- 17 січня — Трауберг Леонід Захарович, радянський російський кінорежисер і сценарист (пом. 1990).
- 21 січня — Оболенський Леонід Леонідович, радянський і російський актор, кінорежисер, звукорежисер, художник-декоратор, педагог, журналіст (пом. 1991).
- 31 січня — Грибов Олексій Миколайович, радянський актор (пом. 1977).
- 7 березня — Гайнц Рюманн, німецький актор і режисер (пом. 1994).
- 23 березня:
  - Йозеф фон Бакі, німецький кінорежимер угорського походження (пом. 1966).
  - Волков Микола Миколайович, радянський актор театру і кіно (пом. 1985).
- 19 квітня — Каверін Веніамін Олександрович, російський радянський письменник і сценарист (пом. 1989).
- 20 квітня — Фельдман Дмитро Мойсейович, радянський кінооператор (пом. 1963).
- 3 травня — Сетон Міллер, голлівудський сценарист та продюсер (пом. 1974).
- 6 травня — Макс Офюльс, німецький, французький та голлівудський кінорежисер (пом. 1957).
- 10 травня —  Девід Сельцник, американський продюсер (пом. 1965).
- 19 травня — Отелло Мартеллі, італійський кінооператор (пом. 2002).
- 21 травня — Анатоль Літвак, американський кінорежисер єврейського походження з України (пом. 1974).
- 29 травня — Шатерникова Ніна Яківна, радянська російська актриса театру і кіно (пом. 1982).
- 11 червня — Шебалін Віссаріон Якович, радянський композитор, педагог (пом. 1963).
- 18 червня — Барнет Борис Васильович, російський радянський кінорежисер (пом. 1965).
- 30 червня — Майкл Вейлен, американський актор (пом. 1974).
- 1 липня — Вільям Вайлер, американський кінорежисер, продюсер, сценарист (пом. 1981).
- 10 серпня:
  - Норма Ширер, канадська та американська кіноакторка, модель, феміністка (пом. 1983).
  - Курт Сіодмак, німецький та американський письменник-фантаст і сценарист (пом. 2000).
- 11 серпня — Ллойд Нолан, американський актор кіно (пом. 1985).
- 14 серпня — Фердинанд Маріан, австрійський актор (пом. 1946).
- 19 серпня — Жорж Лакомб, французький кінорежисер і сценарист (пом. 1990).
- 5 вересня — Дерріл Занук, американський продюсер, сценарист, режисер та актор (пом. 1979).
- 17 вересня — Естер Ралстон, американська акторка театру, радіо, водевілів та кіно (пом. 1994).
- 18 вересня — Руф Максим Абрамович, радянський театральний актор, кінорежисер і режисер дубляжу єврейського походження (пом. 1971).
- 20 вересня — Чезаре Дзаваттіні, італійський кіносценарист, режисер, теоретик кіно (пом. 1989).
- 23 вересня — Кошеверова Надія Миколаївна, радянський кінорежисер-казкар (пом. 1989).
- 28 жовтня:
  - Петкер Борис Якович, радянський актор театру і кіно. (пом. 1983).
  - Ельза Ланчестер, британська акторка (пом. 1986).
- 2 листопада — Яншин Михайло Михайлович, радянський актор театру і кіно, режисер (пом. 1976).
- 10 листопада — Гарін Ераст Павлович, радянський російський актор театру і кіно, режисер, сценарист (пом. 1980).
- 28 листопада — Дерев'янський Семен Йосипович, радянський російський кінорежисер (пом. 1981).
- 1 грудня — Гарольд Гудвін, американський кіноактор (пом. 1987).
- 2 грудня — Маслюченко Варвара Олексіївна, українська акторка (пом. 1983).
- 5 грудня — Емерик Прессбургер, британський кіносценарист, кінорежисер і кінопродюсер угорського походження (пом. 1988).
- 13 грудня — Каварасакі Чодзюро, японський актор театру та кіно (пом. 1981).
- 19 грудня — Ральф Річардсон, англійський актор театру, кіно і телебачення (пом. 1983).
- 28 грудня — Вольпін Михайло Давидович, радянський драматург, кіносценарист, поет (пом. 1988).